# Јурај Крњевић
Јурај Крњевић (Иванић-Град, 19. фебруар 1895 — Лондон, 9. јануар 1988) је био хрватски политичар, у избегличким владама краљевине Југославије током Другог светског рата обавља дужности потпредседника владе.
Након завршетка студија 1919. ступио у ХПСС те се одмах активно укључио у политику поставши једним од најближих сарадника Стјепана Радића. Заступник у народној скупштини краљевине СХС. Министар у радикалско-радићевској влади. За Шестојануарске диктатуре одлази у емиграцију.
После Другог светског рата остаје у избјеглиштву и ту води организацију ХСС-а.